# Critical Role
Critical Role ist eine amerikanische Webserie, in der eine Gruppe professioneller Synchronsprecher und Schauspieler Dungeons & Dragons spielen. Die Serie wurde erstmals im März 2015 auf dem Twitch-Kanal von Geek & Sundry live ausgestrahlt, nachdem ein großer Teil der ersten Kampagne privat gespielt worden war. Spielleiter ist Matthew Mercer, Spieler sind Travis Willingham, Marisha Ray, Taliesin Jaffe, Ashley Johnson, Liam O’Brien, Sam Riegel und Laura Bailey, wobei mehrere Gäste, wie zum Beispiel Mary Elizabeth McGlynn jeweils für eine Reihe von Episoden einen eigenen Charakter spielen. Außerdem hatten einige bekannte Stargäste in einzelnen Episoden Gastauftritte, darunter beispielsweise Ashly Burch, Felicia Day, Jennifer Hale, Wil Wheaton und Vin Diesel.
Mit The Legend of Vox Machina produzierte Amazon Prime eine Animationsserie basierend auf dem Rollenspiel.

## Kampagne 1 (Tales of Vox Machina)
Der ausgestrahlte Teil der ersten Kampagne, welche unter dem Titel Tales of Vox Machina lief, umfasste 115 Episoden und endete im Oktober 2017.

## Kampagne 2 (The Mighty Nein)
Die zweite Kampagne lief unter dem Titel The Mighty Nein. Sie begann im Januar 2018 und pausierte nach 99 Folgen zwischen dem 17. März 2020 und dem 2. Juli 2020 aufgrund der COVID-19-Pandemie. Seit Episode 100 sind die Episoden vorproduziert, um sorgfältig auf den Infektionsschutz achten zu können. Die Kampagne endete im Juni 2021 nach 141 Folgen.

## Kampagne 3 (Bells Hells)
Die dritte Kampagne begann am 21. Oktober 2021 und hatte den Titel Bells Hells und bestand aus 121 Folgen, die auf YouTube und Twitch ausgestrahlt wurden.
Die Geschichte spielte nach den Ereignissen der zweiten Kampagne und Exandria Unlimited; sie ist auf dem Kontinent Marquet angesiedelt, der während der Vox Machina-Kampagne kurz besucht wurde. Mehrere Charaktere in dieser Kampagne sind wiederkehrende Charaktere. Dorian, Orym und Fearne traten erstmals in Exandria Unlimited auf, während Bertrand erstmals in dem One-Shot „Search For Grog“ auftrat.
In mehreren Folgen traten die Charaktere aus Kampagne 1 und Kampagne 2 auf, wodurch die Spieler mehrere Charaktere gleichzeitig spielen mussten.
Die letzte Folge der Kampagne wurde am 6. Februar 2025 ausgestrahlt und ist mit über 8 Stunden die bis dahin längste Folge in der Geschichte von Critical Role.

## Außerhalb der Hauptkampagnen
Es gab die kleineren Kampagnen Exandria Unlimited, Exandria Unlimited: Kymal und Exandria Unlimited:Calamity sowie diverse One-Shot-Abenteuer.

## Besetzung
| Spieler           | Charakter                                                                                         | Charakter                                                            | Charakter                                                                                                 |
| Spieler           | Kampagne 1                                                                                        | Kampagne 2                                                           | Kampagne 3                                                                                                |
| ----------------- | ------------------------------------------------------------------------------------------------- | -------------------------------------------------------------------- | --- |
| Matthew Mercer    | Spielleiter                                                                                       | Spielleiter                                                          | Spielleiter                                                                                               |
| Ashley Johnson    | Pike Trickfoot (Gnom, Kleriker)                                                                   | Yasha Nydoorin (Aasimar, Barbar)                                     | Fearne Calloway (Satyr, Druide/Schurke)                                                                   |
| Laura Bailey      | Vex'ahlia „Vex“ de Rolo (geb. Vessar) (Halbelf, Waldläufer/Schurke)                               | Jester Lavorre (Tiefling, Kleriker)                                  | Imogen Temult (Mensch, Zauberer)                                                                          |
| Liam O’Brien      | Vax'ildan „Vax“ Vessar (Halbelf, Schurke/Paladin/Druide)                                          | Caleb Widogast (Mensch, Magier)                                      | Orym (Halbling, Kämpfer)                                                                                  |
| Marisha Ray       | Keyleth of the Air Ashari (Halbelf, Druide)                                                       | Beauregard „Beau“ Lionett (Mensch, Mönch)                            | Laudna (Hollow One, Hexenmeisterin/Zauberer)                                                              |
| Sam Riegel        | 1–85, 103–: Scanlan Shorthalt (Gnom, Barde)                                                       | Nott the Brave (Goblin, Schurke) / Veth Brenatto (Halbling, Schurke) | Fresh Cut Grass (Roboter, Kleriker)                                                                       |
| Sam Riegel        | 86–102: Tarryon Darrington (Mensch, Artificer)                                                    | Nott the Brave (Goblin, Schurke) / Veth Brenatto (Halbling, Schurke) | Fresh Cut Grass (Roboter, Kleriker)                                                                       |
| Taliesin Jaffe    | Percival „Percy“ Fredrickstein Von Musel Klossowski de Rolo III. (Mensch, Kämpfer [Revolverheld]) | 1–26: Mollymauk Tealeaf (Tiefling, Blutjäger)                        | Ashton Greymoore (Erd-Genasi, Barbar [Pfad des fundamentalen Chaos])                                      |
| Taliesin Jaffe    | Percival „Percy“ Fredrickstein Von Musel Klossowski de Rolo III. (Mensch, Kämpfer [Revolverheld]) | 28–: Caduceus Clay (Firbolg, Kleriker)                               | Ashton Greymoore (Erd-Genasi, Barbar [Pfad des fundamentalen Chaos])                                      |
| Travis Willingham | Grog Strongjaw (Goliath, Barbar/Kämpfer)                                                          | Fjord (Halbork, Hexenmeister/Paladin)                                | 1–3: Bertrand Bell (Mensch, Kämpfer) 8-: Chetney Pock O'Pea (Gnom, Blutjäger [Orden der Lykaner]/Schurke) |

## Veröffentlichung
Die Serie wird wöchentlich donnerstags um 19 Uhr kalifornischer Zeit live auf dem eigenen Twitch-Kanal übertragen. Abonnenten können die Serie direkt danach auf dem Twitch-Kanal abrufen, an dem darauffolgenden Montag werden sie auf YouTube veröffentlicht.

## Produktionsfirma
Critical Role ist auch der Name der eigenen Produktionsfirma, die von den Schauspielern selbst geführt wird. Die Firma produziert die Sendungen Critical Role und Talks Machina seit 2018 wie auch weitere kleinere Programme für die eigenen Kanäle auf Twitch und YouTube. Der Umsatz aus Twitch-Abos betrug zwischen August 2019 und Oktober 2021 rund 9,6 Mio. US-Dollar.

## Auszeichnungen
- 2019: Webby Award in der Kategorie Video Series & Channels[7]
- 2019: Shorty Award in der Kategorie Games[8]
- 2019: Shorty Award in der Kategorie Audience Honor[8]